# Gaston Flosse

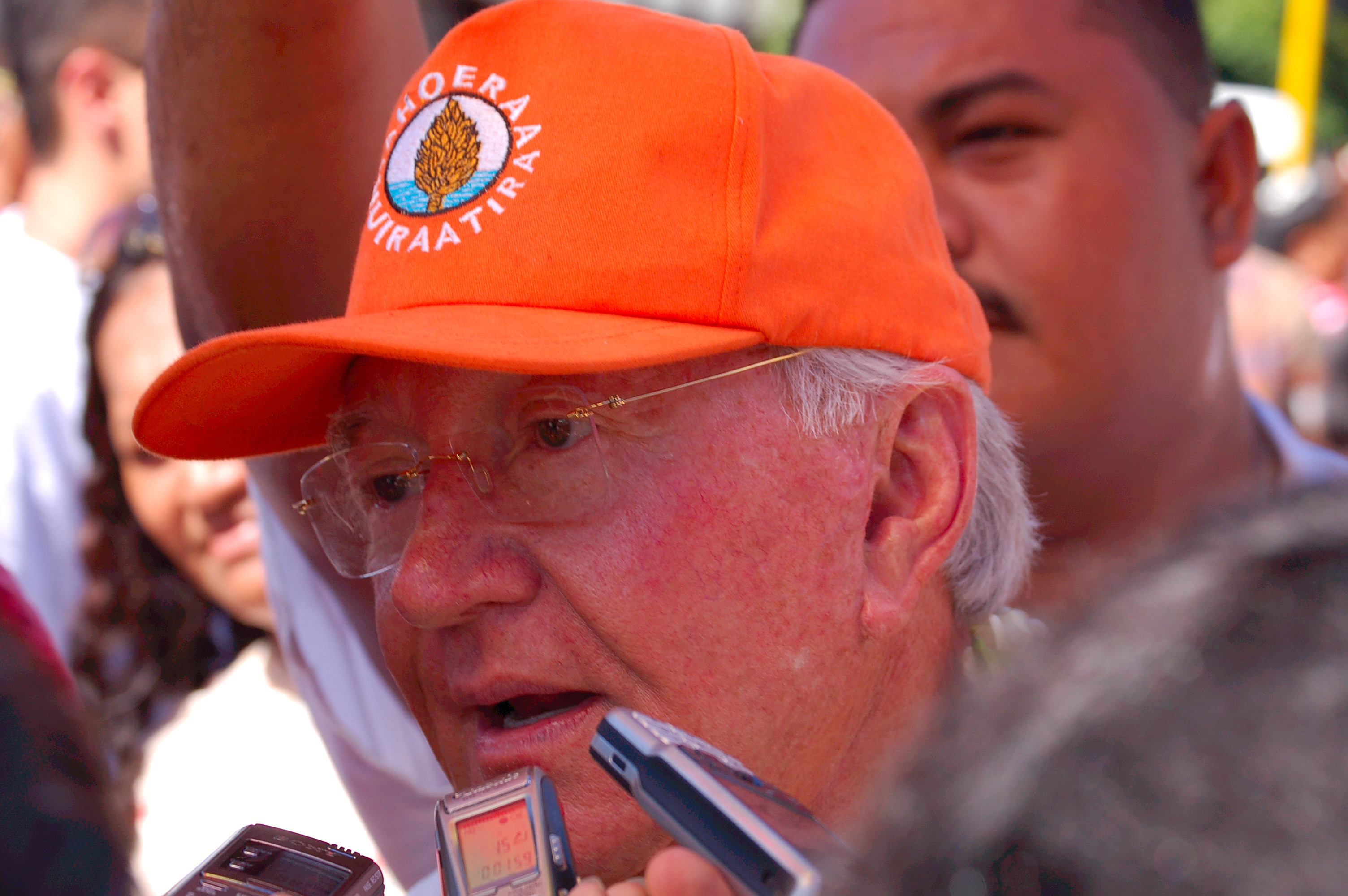
Entrevista a Gaston Flosse em 2006.

Gaston Flosse (Rikitea, 24 de junho de 1931) é um político francês. É atualmente senador da Polinésia Francesa, tendo sido cinco vezes (1984, 1991, 2004 e 2008 e 2013) presidente da Polinésia Francesa, duas vezes (1978 e 1993) deputado da segunda circunscrição da Polinésia e, também, uma vez (1986) deputado da Polinésia.

## Carreira política
Função governamental
- Secretário de Estado do Pacífico Sul: 1986-1988.

Mandatos eleitorais
- Assembleia Nacional da França
  - Membro da Assembleia Nacional da França para a Polinésia Francesa: 1978-1986 (tornou-se ministro em 1986) / 1993-1997. Eleito em 1978, reeleito em 1981, 1986 e 1993.

- Senado da França
  - Senador da Polinésia Francesa: Desde 1998. Eleito em 1998, reeleito em 2008.

- Presidência da Polinésia Francesa
  - Presidente do governo da Polinésia Francesa: 1984-1987 / 1991-2004.
  - Presidente da Polinésia Francesa: 2004-2005 / fevereiro-abril de 2008 / desde maio de 2013.

- Assembleia Territorial da Polinésia Francesa
- Presidente da Assembleia da Polinésia Francesa: 1972-1974.

- Conselho Municipal
  - Prefeito de Pirae : 1965-2000 (Renúncia). Reeleito em 1971, 1977, 1983, 1989, 1995.
  - Membro do Conselho Municipal de Pirae : 1965-2000 (Renúncia). Reeleito em 1971, 1977, 1983, 1989, 1995.